# Вероника тимьянолистная
Веро́ника тимьяноли́стная (лат. Verónica serpyllifólia) — многолетнее травянистое растение, вид рода Вероника (Veronica) семейства Подорожниковые (Plantaginaceae).

## Ботаническое описание

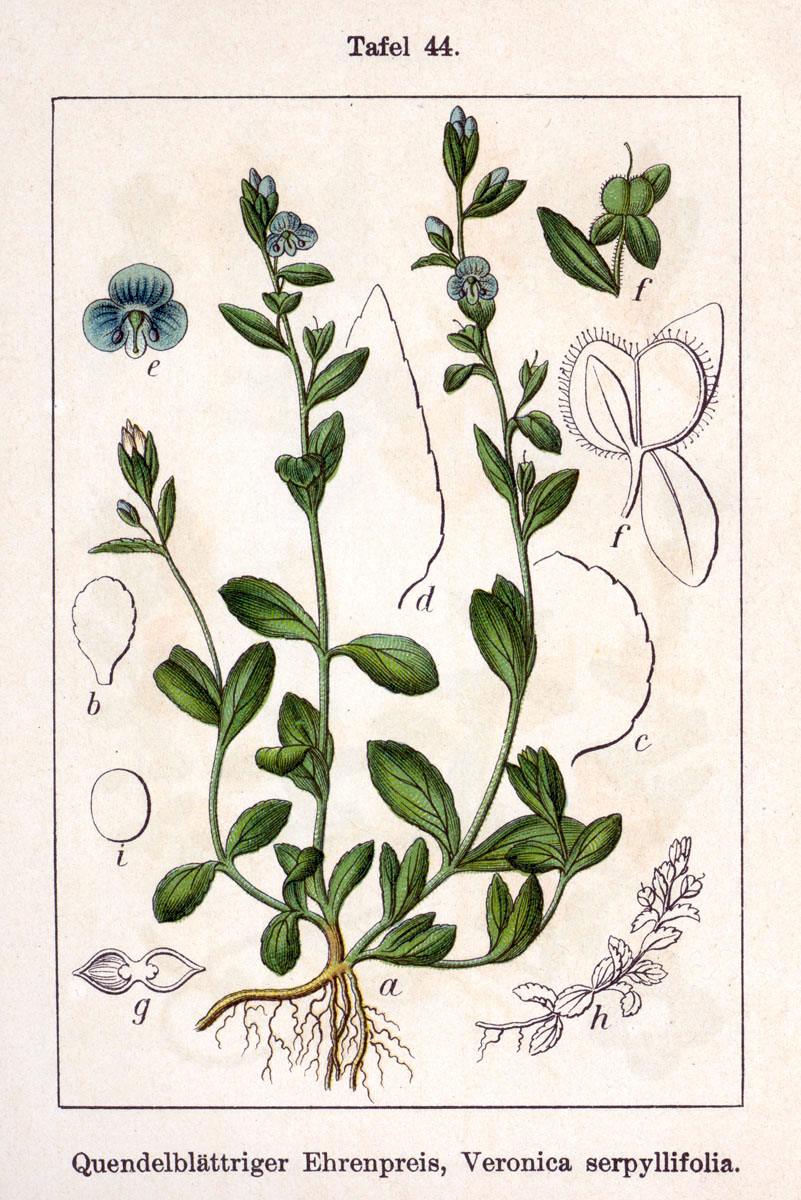

Растение высотой 10—25 (до 40) см, с бесплодными и плодущими побегами. Стебли восходящие, ползучие или лежачие, укореняющиеся, голые или коротко опушенные, слабые, тонкие, ветвистые от основания.
Листья цельные, коротко опушенные или голые, блестящие, супротивные, нижние и у нецветущих побегов с короткими черешками или сидячие, иногда сближенные в прикорневую розетку, округлые или яйцевидные, на верхушке тупые, цельнокрайные или по краю неясно тупозубчатые или городчатые, длиной 5—22 мм, шириной 3—10 см. Средние — расставленные, сидячие, продолговато-яйцевидные или продолговато-ланцетные до ланцетных. Верхние — постепенно переходят в продолговатые прицветники.
Соцветия — верхушечные и боковые пазушные кисти, прямостоячие, многоцветковые, рыхлые, длиной 2—20 см, при плодах удлинённые, в пазухах мелких прицветников цветки более менее расставленные; цветоножки опушенные, при плодах прямые или направлены вверх под острым углом, равны или вдвое длиннее прицветников. Чашечка с продолговато-яйцевидными, продолговатыми и равными, тупыми долями, короче цветоножек, равна или длиннее их; венчики длиной 3—4 мм, белые, голубые или беловатые, с розовыми жилками, почти колесовидные, несколько длиннее чашечки; трубка очень короткая, с четырьмя жилками. Тычинки почти равны венчику, изогнутые.
Коробочка — широко обратно-сердцевидная, длиной 3,5—4 мм, шириной 4—5 мм, сплюснутая, у основания округлая, на верхушке с неглубокой тупой выемкой, железисто-ресничатая. Семена плоские, щитовидные, овальные, длиной около 1 мм, многочисленные.

## Распространение и экология
Европа: все страны Западной Европы, отсутствует на Крите и Балеарских островах, все горы Европы; Азия: Турция, Иран (северная часть), Непал, Индия (Гималаи), Китай (горы), Корейский полуостров, Бирма (хребет Лойпье), Япония (остров Хоккайдо); Северная Америка: Аляска (западная часть), Алеутские острова, Канада (главным образом юг), США (восточные штаты до Виргинии и Миссури на юг, редко на северо-западе, Кордильеры); Южная Америка: Эквадор, Колумбия, Перу (Анды); Центральная Америка: Ямайка. На территории бывшего СССР встречается во всей европейской части (кроме полупустынь), на Кавказе (горные районы). Средняя Азия: Джунгарский Алатау, Тянь-Шань; Сибирь: к востоку от южного побережья озера Байкал, самые северные местонахождения: Обская губа (у Полярного круга), Верещагино, на Енисее (64° северной широты); Дальний Восток: Приморский край, Сихотэ-Алинь, Сахалин, Курильские острова, Охотское побережье, Командорские острова.
Вероника тимьянолистная — преимущественно лесное и луговое растение. Встречается на выгонах, по дорогам, галечникам, на влажных и болотистых лугах, в негустых лесах, в горных лесных и лесостепных районах, на травянистых склонах, изредка в степи. Поднимается до высоты 1500—4500 метров над уровнем моря.

## Классификация

### Таксономия
- Veronica serpyllifolia L., 1753, Sp. Pl. : 12

Вид Вероника тимьянолистная включается в род Вероника (Veronica) семейства Подорожниковые (Plantaginaceae) порядка Ясноткоцветные (Lamiales) клады Ламииды, последовательно входящей в более крупные клады Астериды → Суперастериды → Эвдикоты → Цветковые растения. Таксономическая схема в соответствии с Системой APG IV по состоянию на июнь 2024 года:
|  |                          |  |                                   |                                   |                          |  | еще 23 семейства | еще 23 семейства |                             |  |                         |  | еще 507 подтвержденных видов и 147 видов, ожидающих подтверждения | еще 507 подтвержденных видов и 147 видов, ожидающих подтверждения |  |
|  |                          |  |                                   |                                   |                          |  | еще 23 семейства | еще 23 семейства |                             |  |                         |  | еще 507 подтвержденных видов и 147 видов, ожидающих подтверждения | еще 507 подтвержденных видов и 147 видов, ожидающих подтверждения |  |
|  |                          |  |                                   | порядок Ясноткоцветные            |                          |  |                  |                  | род Вероника                |  |                         |  |                                                                   |                                                                   |  |
|  |                          |  |                                   | порядок Ясноткоцветные            |                          |  |                  |                  | род Вероника                |  | 3 внутривидовых таксона |  |                                                                   |                                                                   |  |
|  | клада Цветковые растения |  |                                   |                                   | семейство Подорожниковые |  |                  |                  | вид Вероника тимьянолистная |  |                         |  |                                                                   |                                                                   |  |
|  | клада Цветковые растения |  |                                   |                                   |                          |  |                  |                  |                             |  |                         |  |                                                                   |                                                                   |  |
|  |                          |  | ещё 63 порядка цветковых растений | ещё 63 порядка цветковых растений |                          |  |                  | еще 106 родов    | еще 106 родов               |  |                         |  |                                                                   |                                                                   |  |
|  |                          |  |                                   | ещё 63 порядка цветковых растений |                          |  |                  |                  | еще 106 родов               |  |                         |  |                                                                   |                                                                   |  |

### Внутривидовые таксоны
- Veronica serpyllifolia var. humifusa (Dicks.) Sm.
- Veronica serpyllifolia var. repens Klett & Richt.
- Veronica serpyllifolia var. serpyllifolia

### Синонимы
- Cardia officinalis (L.) Dulac
- Veronica serpyllifolia subsp. neomexicana Cock.
- Veronica serpyllifolia subsp. serpyllifolia
- Veronicastrum serpyllifolium (L.) Fourr.